# The Flintstones (игра, 1994)
The Flintstones — компьютерная игра для карманной консоли Game Boy, разработанная Twilight и изданная в 1994 году. Игра представляет собой платформер с применением двухмерной графики и бокового скроллинга.

## Игровой процесс
Персонажи игры, Фред и Барни, перемещаются по двум большим уровням (разделённых на подуровни), основная задача на которых — пройти их от начала до конца. При этом они преодолевают препятствия, уничтожают врагов и собирают полезные предметы. Босс находится только в конце первого уровня.
В игре присутствуют логические элементы. Например, на втором уровне Барни нужно запрыгнуть на кнопку, чтобы открыть каменный люк, ведущий в камеру с полезными предметами.
Враги в игре (динозавры, гигантсткие насекомые, игрушки и др.) достаточно многочисленны и индивидуальны для каждого уровня. Противники нередко обладают большим запасом здоровья. Все противники уничтожаются посредством прыжка сверху. Также представлено несколько видов полезных предметов, большинство из которых пополняют здоровье героя, увеличивают число доступных «жизней» (каменные сердца) или влияют на количество игровых очков (звёзды, шары для боулинга и плюшевые медведи).
Список уровней:
- Земля динозавров
  - Гигантский динозавр. Фред перемещается по спине огромного ящера.
  - Поездка по пустыне. Воспользовавшись собственным автомобилем, Фред перемещается по пустынной местности. В качестве препятствий здесь выступают головы динозавров и обрывы.
  - Доисторические джунгли. Босс уровня — гигантский саблезубый тигр. Совершая прыжки, монстр стремится раздавить героя.
- Фабрика игрушек. Состоит из нескольких подуровней («цехов»). Барни нужно отыскать одного из персонажей игры, дочь Фреда Пебблз. В некоторых местах подуровней следует остерегаться опускающегося потолка, который может придавить игрока. Босса на уровне нет.